# Campionato mondiale di baseball 1988
Il XXX Campionato mondiale di baseball si tenne dal 23 agosto al 7 settembre 1988 in Italia, nelle sedi di Bologna, Firenze, Grosseto, Milano, Novara, Parma, Pesaro, Reggio Emilia, Rimini, Torino e Verona.

## Classifica finale
| Pos. | Squadra          |
| ---- | ---------------- |
|      | Cuba             |
|      | Stati Uniti      |
|      | Taipei cinese    |
| 4    | Giappone         |
| 5    | Canada           |
| 6    | Porto Rico       |
| 7    | Nicaragua        |
| 8    | Corea del Sud    |
| 9    | Italia           |
| 10   | Paesi Bassi      |
| 11   | Antille olandesi |
| 12   | Spagna           |

## Risultati

### Primo turno
| Data         | Ora   | Stadio        | Squadra 1        | Squadra 2        | Ris.   | Note      |
| ------------ | ----- | ------------- | ---------------- | ---------------- | ------ | --------- |
| 23 agosto    | 16h45 | Firenze       | Italia           | Spagna           | 10 - 0 | 7 inning  |
| 24 agosto    | 16h00 | Firenze       | Canada           | Taiwan           | 2 - 14 | 7 inning  |
| 24 agosto    | 16h00 | Grosseto      | Spagna           | USA              | 0 - 28 | 7 inning  |
| 24 agosto    | 16h00 | Bologna       | Paesi Bassi      | Porto Rico       | 0 - 12 | 7 inning  |
| 24 agosto    | 21h00 | Firenze       | Antille Olandesi | Corea del Sud    | 0 - 12 | 7 inning  |
| 24 agosto    | 21h00 | Grosseto      | Cuba             | Italia           | 11 - 1 | 7 inning  |
| 24 agosto    | 21h00 | Bologna       | Giappone         | Nicaragua        | 7 - 0  |           |
| 25 agosto    | 16h00 | Firenze       | Nicaragua        | Paesi Bassi      | 3 - 2  |           |
| 25 agosto    | 16h00 | Grosseto      | Taiwan           | Porto Rico       | 3 - 5  |           |
| 25 agosto    | 16h00 | Pesaro        | Canada           | Spagna           | 17 - 1 | 7 inning  |
| 25 agosto    | 21h00 | Firenze       | Corea del Sud    | Cuba             | 5 - 9  |           |
| 25 agosto    | 21h00 | Grosseto      | Giappone         | USA              | 0 - 4  |           |
| 25 agosto    | 21h00 | Pesaro        | Antille Olandesi | Italia           | 2 - 9  |           |
| 26 agosto    | 18h00 | Grosseto      | USA              | Nicaragua        | 9 - 1  |           |
| 26 agosto    | 18h00 | Pesaro        | Taiwan           | Spagna           | 15 - 0 | 7 inning  |
| 26 agosto    | 21h00 | Firenze       | Giappone         | Paesi Bassi      | 6 - 1  |           |
| 26 agosto    | 21h00 | Rimini        | Corea del Sud    | Italia           | 2 - 1  | 11 inning |
| 26 agosto    | 21h00 | Bologna       | Porto Rico       | Antille Olandesi | 17 - 1 | 7 inning  |
| 26 agosto    | 21h00 | Reggio Emilia | Canada           | Cuba             | 0 - 18 | 7 inning  |
| 27 agosto    | 16h00 | Rimini        | Spagna           | Paesi Bassi      | 3 - 16 | 7 inning  |
| 27 agosto    | 21h00 | Firenze       | Porto Rico       | Giappone         | 4 - 1  |           |
| 27 agosto    | 21h00 | Rimini        | Taiwan           | Cuba             | 3 - 7  |           |
| 27 agosto    | 21h00 | Bologna       | USA              | Corea del Sud    | 9 - 2  |           |
| 27 agosto    | 21h00 | Reggio Emilia | Italia           | Nicaragua        | 6 - 5  | 11 inning |
| 27 agosto    | 21h00 | Verona        | Antille Olandesi | Canada           | 0 - 14 | 7 inning  |
| 28 agosto    | 16h00 | Rimini        | Paesi Bassi      | Taiwan           | 0 - 7  |           |
| 28 agosto    | 16h00 | Bologna       | Cuba             | Spagna           | 11 - 0 | 7 inning  |
| 28 agosto    | 16h00 | Reggio Emilia | Porto Rico       | Canada           | 4 - 7  | 10 inning |
| 28 agosto    | 21h00 | Rimini        | Nicaragua        | Corea del Sud    | 6 - 5  | 10 inning |
| 28 agosto    | 21h00 | Bologna       | Italia           | Giappone         | 4 - 11 |           |
| 28 agosto    | 21h00 | Reggio Emilia | USA              | Antille Olandesi | 15 - 5 | 7 inning  |
| 29 agosto    | 21h00 | Pesaro        | Paesi Bassi      | Canada           | 8 - 9  |           |
| 29 agosto    | 21h00 | Rimini        | Corea del Sud    | Giappone         | 0 - 1  |           |
| 29 agosto    | 21h00 | Bologna       | USA              | Taiwan           | 9 - 1  |           |
| 29 agosto    | 21h00 | Parma         | Porto Rico       | Cuba             | 6 - 7  | 8 inning  |
| 29 agosto    | 21h00 | Verona        | Nicaragua        | Antille Olandesi | 6 - 5  | 10 inning |
| 30 agosto    | 21h00 | Rimini        | Canada           | USA              | 1 - 6  |           |
| 30 agosto    | 21h00 | Bologna       | Antille Olandesi | Cuba             | 3 - 10 |           |
| 30 agosto    | 21h00 | Reggio Emilia | Spagna           | Giappone         | 0 - 17 | 7 inning  |
| 30 agosto    | 21h00 | Parma         | Paesi Bassi      | Corea del Sud    | 5 - 11 |           |
| 30 agosto    | 21h00 | Verona        | Italia           | Porto Rico       | 2 - 11 |           |
| 30 agosto    | 21h00 | Milano        | Taiwan           | Nicaragua        | 2 - 1  |           |
| 31 agosto    | 21h00 | Parma         | Italia           | Paesi Bassi      | 11 - 2 |           |
| 1º settembre | 16h00 | Verona        | Spagna           | Nicaragua        | 0 - 10 | 7 inning  |
| 1º settembre | 16h00 | Torino        | Corea del Sud    | Canada           | 2 - 3  |           |
| 1º settembre | 21h00 | Verona        | Porto Rico       | USA              | 1 - 11 | 7 inning  |
| 1º settembre | 21h00 | Milano        | Cuba             | Giappone         | 3 - 2  |           |
| 1º settembre | 21h00 | Torino        | Taiwan           | Italia           | 5 - 2  |           |
| 1º settembre | 21h00 | Novara        | Paesi Bassi      | Antille Olandesi | 10 - 7 |           |
| 2 settembre  | 16h00 | Torino        | Giappone         | Antille Olandesi | 11 - 0 | 7 inning  |
| 2 settembre  | 16h00 | Novara        | Porto Rico       | Spagna           | 7 - 1  |           |
| 2 settembre  | 16h00 | Verona        | USA              | Paesi Bassi      | 9 - 0  |           |
| 2 settembre  | 16h00 | Milano        | Taiwan           | Corea del Sud    | 6 - 4  |           |
| 2 settembre  | 16h00 | Torino        | Cuba             | Nicaragua        | 11 - 1 | 8 inning  |
| 2 settembre  | 16h00 | Novara        | Canada           | Italia           | 10 - 4 |           |
| 3 settembre  | 21h00 | Milano        | Antille Olandesi | Taiwan           | 1 - 9  |           |
| 3 settembre  | 16h00 | Torino        | Corea del Sud    | Spagna           | 9 - 2  |           |
| 3 settembre  | 16h00 | Novara        | Cuba             | Paesi Bassi      | 15 - 5 | 8 inning  |
| 3 settembre  | 16h00 | Milano        | Italia           | USA              | 1 - 11 | 8 inning  |
| 3 settembre  | 21h00 | Torino        | Nicaragua        | Porto Rico       | 6 - 5  |           |
| 3 settembre  | 21h00 | Novara        | Canada           | Giappone         | 1 - 8  |           |
| 4 settembre  | 16h00 | Novara        | Spagna           | Antille Olandesi | 2 - 20 | 7 inning  |
| 4 settembre  | 21h00 | Parma         | Cuba             | USA              | 10 - 9 |           |
| 4 settembre  | 21h00 | Milano        | Corea del Sud    | Porto Rico       | 7 - 5  |           |
| 4 settembre  | 21h00 | Torino        | Giappone         | Taiwan           | 1 - 12 | 7 inning  |
| 4 settembre  | 21h00 | Novara        | Nicaragua        | Canada           | 7 - 9  |           |

| Pos. | Squadra          | G  | V  | P  | PF  | PS  | %     |
| ---- | ---------------- | -- | -- | -- | --- | --- | ----- |
| 1    | Cuba             | 11 | 11 | 0  | 112 | 35  | 1.000 |
| 2    | Stati Uniti      | 11 | 10 | 1  | 120 | 22  | .909  |
| 3    | Taipei cinese    | 11 | 8  | 3  | 77  | 32  | .727  |
| 4    | Giappone         | 11 | 7  | 4  | 65  | 29  | .636  |
| 5    | Canada           | 11 | 7  | 4  | 73  | 72  | .636  |
| 6    | Porto Rico       | 11 | 6  | 5  | 77  | 46  | .545  |
| 7    | Nicaragua        | 11 | 5  | 6  | 46  | 61  | .455  |
| 8    | Corea del Sud    | 11 | 5  | 6  | 59  | 47  | .455  |
| 9    | Italia           | 11 | 4  | 7  | 51  | 70  | .364  |
| 10   | Paesi Bassi      | 11 | 2  | 9  | 49  | 93  | .182  |
| 11   | Antille Olandesi | 11 | 1  | 10 | 44  | 115 | .091  |
| 12   | Spagna           | 11 | 0  | 11 | 9   | 160 | .000  |

G : giocate, V : vinte, P : perse, PF : punti fatti, PS : punti subiti, % : percentuale vittorie.

### Fase finale
|  | Semifinali    | Semifinali    | Semifinali  |             |      | Finale             | Finale             | Finale             |  |
|  |               |               |             |             |      |                    |                    |                    |  |
|  | Stati Uniti   | Stati Uniti   | 6           |             |      |                    |                    |                    |  |
|  | Stati Uniti   | Stati Uniti   | 6           |             |      |                    |                    |                    |  |
|  | Taipei cinese | Taipei cinese | 3           |             |      |                    |                    |                    |  |
|  | Taipei cinese | Taipei cinese | 3           |             | Cuba | Cuba               | 4                  |                    |  |
|  |               |               |             |             | Cuba | Cuba               | 4                  |                    |  |
|  |               |               | Stati Uniti | Stati Uniti | 3    |                    |                    |                    |  |
|  | Cuba          | Cuba          | Stati Uniti | Stati Uniti | 3    | 7                  |                    |                    |  |
|  | Cuba          | Cuba          |             |             |      | 7                  |                    |                    |  |
|  | Giappone      | Giappone      | 3           |             |      | Finale 3º/4º posto | Finale 3º/4º posto | Finale 3º/4º posto |  |
|  | Giappone      | Giappone      | 3           |             |      |                    |                    |                    |  |
|  |               |               |             |             |      |                    |                    |                    |  |
|  |               |               |             |             |      | Giappone           | Giappone           | 2                  |  |
|  |               |               |             |             |      | Giappone           | Giappone           | 2                  |  |
|  |               |               |             |             |      | Taipei cinese      | Taipei cinese      | 4                  |  |